# Маттеи, Орацио
Орацио Маттеи (итал. Orazio Mattei; 15 марта 1622, Рим, Папская область — 18 января 1688, там же) — итальянский куриальный кардинал и доктор обоих прав. Префект Апостольского дворца и мажордом Его Святейшества с 27 мая 1675 по 2 сентября 1686. Титулярный архиепископ Дамаска с 17 июня 1675 по 2 сентября 1686. Про-префект Апостольского дворца и мажордом Его Святейшества со 2 сентября 1686 по 18 января 1688. Кардинал-священник со 2 сентября 1686, с титулом церкви Сан-Лоренцо-ин-Панисперна с 30 сентября 1686 по 18 января 1688.